# الجائزة الوطنية لجمهورية ألمانيا الديمقراطية
الجائزة الوطنية لجمهورية ألمانيا الديمقراطية (بالألمانية: Nationalpreis der DDR) كانت تكريمًا رسميًّا من الدولة في جمهورية ألمانيا الديمقراطية، مُنح في 3 فئات، للأعمال الإبداعية الممتازة في مجالات العلوم والتقنية والاكتشافات في الرياضيات والفيزياء والابتكارات التقنية، وخلق طرق جديدة للعمل ووسائل الإنتاج أو من أجل الأعمال والإبداعات في مجالات الفن والأدب.
يعود تأسيس الجائزة إلى مرسوم لجنة الاقتصاد الألماني بتاريخ 31 مارس 1949. ووضعت لجنة الاقتصاد الألماني نظام منح الجائزة في 18 مايو 1949.
مُنحت الجائزة أول مرة في 25 أغسطس 1949، أي قبل تأسيس جمهورية ألمانيا الديمقراطية، تحت اسم "الجائزة الوطنية الألمانية في عام جوته 1949"، ومنحها مجلس الشعب الألماني في برلين. وقع الوثيقة الممنوحة مع الجائزة فيلهلم بيك وآخرون.

## استشهادات
1. ↑  Die Erste Durchführungsanordnung vom 18. Mai 1949 zur Verordnung über die Erhaltung der deutschen Wissenschaft und Kultur, abgedruckt in: Unsere Regierung fördert die Intelligenz. Kulturbund zur Demokratischen Erneuerung Deutschlands, 1953, S. 22–25, 250588778